# Ломбард, Ламберт
Ламберт Ломбард (нидерл. Lambert Lombard; 1505 или 1506, Люттих (Льеж) — август 1566, Льеж) — южноголландский учёный-гуманист и художник: живописец, рисовальщик, гравёр, архитектор. Он был человеком универсального дарования (homo Universalis), который, помимо живописи и архитектуры, занимался также археологией, коллекционированием произведений искусства, нумизматикой. Изучал литературу, историю и мифологию; был педагогом, писателем, историком искусства эпохи Северного Возрождения и нидерландского маньеризма, был убеждённым романистом.

## Биография
Художественное образование Ламберт получил в Антверпене, откуда отправился в Зеландию. Учился живописи у Яна ван Скорела и Яна Госсарта, с которым позднее работал в Мидделбурге. Позже он предпринял несколько поездок в Германию и Францию.
В 1532 году Ломбард стал придворным живописцем и архитектором принца-епископа Эверхарда ван дер Марка в Льеже. В 1537 году епископ отправил его в Рим в составе миссии под руководством английского кардинала Реджинальда Пола, с целью приобретения произведений итальянского искусства. В Риме Ламберт Ломбард познакомился с выдающимися художниками эпохи Высокого Возрождения, такими как Рафаэль и Микеланджело.
Вернувшись в 1538 году в Льеж знатоком литературы, археологии и искусства, Ламберт Ломбард основал первую академию искусств к северу от Альп. Новаторский метод преподавания привлекал льежских и фламандских художников, которые впоследствии сыграют важную роль в развитии живописи на Севере Европы: Франс Флорис, Виллем Кей, Ламбер Суавиус, Доминик Лампсоний, Пьер Фурниус.
Сохранилось более тысячи его рисунков и эскизов. Подписанные им рисунки встречаются во многих коллекциях, а живописные картины, воспроизведённые в гравюрах, насчитываются несколькими десятками. Оригинальных произведений живописи, бесспорно ему принадлежащих, сохранилось немного. Другие картины в венской, мюнхенской, берлинской и ольденбургской галереях, в санкт-петербургском Эрмитаже («Поклонение волхвов» и «Богоматерь с Младенцем»), в бельгийских общественных и частных коллекциях — приписываются ему условно. Их атрибуция спорна.
Одни из немногих — аллегория «Милосердие», картина, в которой чувствуется следование итальянским образцам, и «Автопортрет» — дают наглядное представление о творчестве этого мастера. Картина «Милосердие» определена, как работа Ламберта Ломбарда, сравнительно недавно. Следование итальянским образцам проявляется в ней настолько сильно, что долгое время эту картину считали произведением итальянского художника либо мастера школы Фонтенбло. Композиция восходит к работам последователей Рафаэля и к гравюрам Маркантонио Раймонди, которые были одними из наиболее важных источников итальянских влияний в Нидерландах и изучались многими северными художниками.
Насколько возможно судить об этом художнике по его рисункам и по гравюрам с живописных картин, Ламберт был знатоком ]]Перспектива |перспективных построений]] и архитектурных стилей. Умелый рисовальщик, подражая итальянским мастерам, он, однако, не утратил нидерландского чувства формы.
Среди его учеников были Франс Флорис, Хендрик и Хубрехт Гольциусы, Виллем Кей. Биографию Ломбарда в 1565 году написал Доминик Лампсоний.

## Галерея
- Милосердие. Л. Суавиус по оригиналу Л. Ломбарда. Гравюра резцом, сухая игла
- Милосердие. Ок. 1537. Дерево, масло. Государственный Эрмитаж, Санкт-Петербург
- Поклонение волхвов (атрибутируется). Ок. 1538. Дерево, масло. Эскориал, Мадрид
- Триптих Рождества. Между 1532 и 1533. Дерево, масло. Частное собрание
- Чудо с хлебами и рыбами. Дерево, масло. Дом Снейдерса-Рококса, Антверпен
- Святой Дени перед префектом Фессением. Дерево, масло. Бовери, Льеж
- Несение креста. 1529. Дерево, масло. Феникс-музей, Аризона, США

## Память
Перед введением евро в Бельгии имела хождение 100-франковая банкнота, с изображением Ламберта Ломбарда.